# Square Two
«Square Two» — второй сингл-альбом южнокорейской группы Blackpink, изданный 1 ноября 2016 года лейблами YG Entertainment и KT Music. Сингл содержит две новые композиции — «Playing with Fire» и «Stay». Авторами песен стали Тедди Пак, R.Tee и Со Вон Джин. Живое выступление группы с новыми песнями прошло 6 ноября на программе Inkigayo и 10 ноября на программе M Countdown.

## Информация о сингле
19 октября 2016 года представители лейбла YG Entertainment заявили о скором выходе нового сингла BLACKPINK. 24 октября были оглашены названия новых песен и в течение нескольких дней были выпущены фото-тизеры. 30 октября вышло видео со съёмок клипа «Stay», а 31 октября — «Playing With Fire».
Режиссёром видеоклипов «Playing with Fire» и «Stay» Хан Са Мин, известный по работе над видео «Gotta Be You» группы 2NE1 и «Sober» группы Big Bang. Клипы появились 31 октября на официальном канале группы. 4 ноября вышли видео-инструкции по танцам в клипах.

## Список композиций
| №                   | Название                           | Текст песни              | Музыка                             | Arrangement           | Длительность |
| ------------------- | ---------------------------------- | ------------------------ | ---------------------------------- | --------------------- | ------------ |
| 1.                  | «Playing with Fire (불장난)»       | Тедди Пак                | Тедди Пак R.Tee                    | R.Tee                 | 3:17         |
| 2.                  | «Stay»                             | Дженни Ким               | Тедди Пак Со Вон Джин              | Тедди Пак Со Вон Джин | 3:50         |
| 3.                  | «Whistle (휘파람)» (Acoustic Ver.) | Тедди Пак Bekuh Boom B.I | Тедди Пак Future Bounce Bekuh Boom | Со Вон Джин           | 3:32         |
| Общая длительность: | Общая длительность:                | Общая длительность:      | Общая длительность:                | Общая длительность:   | 10:39        |

| №                   | Название                                  | Текст песни              | Музыка                             | Аранжировка             | Длительность |
| ------------------- | ----------------------------------------- | ------------------------ | ---------------------------------- | ----------------------- | ------------ |
| 1.                  | «Playing With Fire (불장난)»              | Тедди Пак                | Тедди Пак R.Tee                    | R.Tee                   | 3:17         |
| 2.                  | «Stay»                                    | Дженни Ким               | Тедди Пак Со Вон Джин              | Тедди Пак Со Вон Джин   | 3:50         |
| 3.                  | «Whistle (휘파람)» (Acoustic Ver.)        | Тедди Пак Bekuh Boom B.I | Тедди Пак Future Bounce Bekuh Boom | Со Вон Джин             | 3:32         |
| 4.                  | «Whistle (휘파람)» (iTunes Special Track) | Тедди Пак Bekuh Boom B.I | Тедди Пак Future Bounce Bekuh Boom | Тедди Пак Future Bounce | 3:32         |
| 5.                  | «Boombayah» (iTunes Special Track)        | Тедди Пак Bekuh Boom     | Тедди Пак Bekuh Boom               | Тедди Пак               | 4:00         |
| Общая длительность: | Общая длительность:                       | Общая длительность:      | Общая длительность:                | Общая длительность:     | 18:11        |

## Позиции в чартах
| Чарт (2016)                            | Наивысшая позиция |
| -------------------------------------- | ----------------- |
| США (Billboard Top Heatseekers Albums) | 13                |
| США (Billboard World Albums)           | 2                 |

«Playing with Fire»
| Чарт (2016)                         | Наивысшая позиция |
| ----------------------------------- | ----------------- |
| Канада (Billboard Canadian Hot 100) | 92                |
| Япония (Billboard Japan Hot 100)    | 81                |
| Gaon Digital Chart                  | 3                 |
| World Digital Songs (Billboard)     | 1                 |

«Stay»
| Чарт (2016)                     | Наивысшая позиция |
| ------------------------------- | ----------------- |
| Gaon Digital Chart              | 10                |
| World Digital Songs (Billboard) | 4                 |